# Mottola
Mottola es una localidad y comune italiana de la provincia de Tarento, región de Apulia, con 16.338 habitantes.

## Evolución demográfica
| Gráfica de evolución demográfica de Mottola entre 1532 y 2008 |
|                                                               |
| Fuente ISTAT - elaboración gráfica de Wikipedia               |